# Nasikabatrachidae
Nasikabatrachidae – monotypowa rodzina płazów z rzędu płazów bezogonowych (Anura). 

## Zasięg występowania
Rodzina obejmuje gatunki występujące w Ghatach Zachodnich w stanach Kerala i Tamilnadu w Indiach.

## Systematyka

### Etymologia
Nasikabatrachus: sanskr. nasika „nos”; gr. βατραχος batrakhos „żaba”.

### Podział systematyczny
Nasikabatrachidae jest taksonem siostrzanym dla Sooglossidae. Do rodziny należy jeden rodzaj z następującymi gatunkami:
- Nasikabatrachus bhupathi Janani, Vasudevan, Prendini, Dutta & Aggarwal, 2017
- Nasikabatrachus sahyadrensis Biju and Bossuyt, 2003